# Лубенко Олександр Андрійович
Олександр Андрійович Лубе́нко (22 липня 1922, Знаменка — 8 березня 1995, Севастополь) — український живописець; член Спілки радянських художників України з 1961 року.

## Біографія
Народився 22 липня 1922 року в селі Знаменці (нині селище міського типу Тамбовської області, Російська Федерація). Протягом 1944—1946 років навчався у Московському художньому інституті у Сергія Герасимова, Івана Чекмазова; 1949 року закінчив Владивостоцьке художнє училище, де був учнем Михайла Костіна.
З 1953 року працював у Севастопольських майстернях Художнього фонду УРСР. Мешкав у Севастополі в будинку на вулиці Очаківців, № 52, квартира № 1. Помер у Севастополі 8 березня 1995 року.

## Творчість
Працював у галузі станкового живопису. У реалістичній манері створював тематичні картини про життя моряків Чорноморського флоту, кримські пейзажі. Серед робіт:
- «Біля берегів Херсонеса» (1954);
- «На вахті» (1955);
- «Севастополь. Корабельна сторона» (1957);
- «Матроський клуб» (1957);
- «Шефи» (1961);
- «На набережній» (1961);
- «Біля пірсу» (1961);
- «Сергій Лазо» (1961);
- «На політнавчанні» (1961);
- «Флотська газета» (1974);
- «Молодий матрос» (1974);
- «Соколине» (1980).

Брав участь в обласних виставках з 1949 року, у республіканських — з 1955 року, всесоюзних — з 1961 року.
Деякі роботи зберігаються у Севастопольському художньому музеї, Музеї героїчної оборони і визволення Севастополя.